# لیلا لامگاد
لیلا لامگاد (انگلیسی: Lila Lamgade؛ زادهٔ ۱ ژانویهٔ ۱۹۹۱) بازیکن فوتبال است.
وی همچنین در تیم‌های ملی فوتبال زنان نپال بازی کرده‌است.